# Прим Александрийский
Прим Александрийский (греч. Πρίμους Αλεξανδρείας I век — 17 июля 121) — епископ (Патриарх) Александрийский, занимавший пост с 110 по 121 год во время правления императора Траяна. Прим Александрийский был пятым епископом Александрийским, учитывая апостола Марка, считающегося первым, Прим является пятым.
После смерти епископа Кедрона Александрийского было решено избрать на патриарший престол Прима. Возведение на престол произошло в 110 году.
Патриарх скончался в Александрии в 121 году 17 июля.